# Людовик де Бурбон, герцог Орлеанский
Людовик де Бурбон (фр. Louis d’Orleans, 4 августа 1703[…], Версаль — 4 февраля 1752[…], Аббатство Святой Женевьевы, V округ Парижа) — герцог Орлеанский из линии, идущей от Филиппа I, младшего брата Людовика XIV, сын Филиппа II Орлеанского и Франсуазы-Марии де Бурбон.

## Биография
Единственный сын герцога Филиппа II Орлеанского (регента Франции в 1715—1723 годах) и его жены мадемуазель де Блуа, внебрачной дочери Людовика XIV и маркизы де Монтеспан. В 1723—1729 — наследник короля Людовика XV (от смерти своего отца и до рождения дофина Людовика Фердинанда). В отличие от своего отца, был глубоко религиозен и не интересовался политикой. В 1721—1730 формально был главнокомандующим пехотой, затем подал в отставку и занялся переводом псалмов и посланий апостола Павла.
В истории искусства Людовик известен тем, что под действием речей своего духовника собственноручно уничтожил шедевр Корреджо «Леда и лебедь». Его именем названа Орлеанская улица (фр. rue d’Orléans) в Ренне.

## Семья
Пётр I надеялся просватать за него свою дочь Елизавету, однако послу сообщили, что принц «принял уже другие обязательства». Его избранницей стала Августа, дочь баденского маркграфа Людвига Вильгельма. Она умерла в молодости (1704—1726), оставив единственного сына — Луи-Филиппа, герцога Шартрского, который затем стал следующим герцогом Орлеанским.